# 松山事件
松山事件（まつやまじけん）は、1955年（昭和30年）10月18日に、宮城県志田郡松山町（現・大崎市）にて発生した放火殺人事件と、それに伴った冤罪事件である。四大死刑冤罪事件の一つ（免田事件、財田川事件、松山事件、島田事件）。日本弁護士連合会が支援していた。

## 概要
1955年（昭和30年）10月18日、宮城県志田郡松山町の農家が全焼し、焼け跡からこの家に住む家主（当時54歳）、家主の妻（当時42歳）、夫婦の四女（当時10歳）と長男（当時6歳）の一家4人の焼死体が発見された。遺体解剖の結果、長男以外の頭部に刀傷らしきものが認められ、殺人および放火事件として捜査本部が設置された。
事件発生後、1ヶ月で捜査は暗礁に乗り上げ、犯行当日以降に地元を去った人間を調査したところ、東京都板橋区に勤務していた斎藤 幸夫（さいとう ゆきお、当時24歳）が浮上。12月2日、警察は斎藤の身柄を拘束するため、示談成立している喧嘩を傷害事件として別件容疑に、東京に勤務している事実を家出と偽り逮捕状を請求して逮捕した。同月8日以降、斎藤は警察の厳しい取調べで自白しては撤回を繰り返していたが、同月8日、警察は強盗殺人・放火の疑いで逮捕、12月30日に起訴した。
- 1957年（昭和32年）10月29日、仙台地方裁判所で死刑判決。
- 1959年（昭和34年）5月26日、仙台高等裁判所が控訴を棄却。
- 1960年（昭和35年）11月1日に最高裁判所が上告を棄却し、死刑が確定。

斎藤は無罪を訴えて再審請求を開始。やがて第2次再審請求が認められ、1979年（昭和54年）12月6日に再審が認められる。警察は留置所に前科5犯のスパイを送り込み、「警察の取調べで罪を認めても、裁判で否定すればいい」と斎藤に言って自白に追い込んでいたことが判明。また証拠とされた男性の掛け布団の血痕は、警察の捏造であるとされた。
1984年（昭和59年）7月11日、無罪判決。28年7ヶ月にも及ぶ獄中生活に終止符が打たれて無罪となった斎藤は7516万8000円の刑事補償金を受け取るも、裁判費用の借金返済に消えた（再審請求以降の裁判費用は借金ができず、支援団体のカンパでまかなっていた）。故郷に戻り、仙台市の弁護士事務所で一時期、働くなどした。その後、鹿島台町の自宅に戻り、母と暮らしながら清掃員などとして働いた。アムネスティ日本支部などの団体で講演活動をしていたが、長期間死刑囚として過ごした間の年金は支給されず、晩年は生活保護を受給していた。精神的苦痛を理由に1億4,300万円の国賠訴訟を起こしたが、訴訟内容は裁判費用の請求でなく精神的苦痛による損害賠償であるため、2001年（平成13年）に棄却されている（一方、足利事件と布川事件の冤罪被害者は刑事補償金以外にも裁判費用を受け取っている。）。斎藤は2006年（平成18年）7月5日に多臓器不全のため75歳で死去。母も2008年（平成20年）12月24日、101歳で入所先の施設で死去した。